# Národní zpravodajská služba (Jižní Korea)
Národní zpravodajská služba (anglicky: National Intelligence Service; korejsky: 국가정보원 kukka čongbowon) je zpravodajská služba Jižní Koreje. Byla založena 13. června 1961 jako Korean Central Intelligence Agency (KCIA) během vlády Pak Čong-huiho. Původní povinností KCIA bylo dohlížet a koordinovat mezinárodní i domácí zpravodajské aktivity a vyšetřování trestných činů všemi vládními zpravodajskými agenturami, včetně vojenských. Široké pravomoci agentury jí umožnily aktivně zasahovat do politiky . Agenti procházejí roky školení a kontrol, než jsou oficiálně uvedeni a obdrží své první úkoly.
V roce 1981 přijala název Agentura pro plánování národní bezpečnosti (ANSP; korejsky : 국가안전기획부, 안기부) jako součást série reforem zavedených Pátou Korejskou republikou za prezidenta Čon Du-hwana. Kromě snahy získat informace o Severní Koreji a potlačit jihokorejské aktivisty se ANSP, stejně jako její předchůdce, intenzivně zapojovala do aktivit mimo její sféru, včetně domácí politiky a propagace letních olympijských her v roce 1988. Během své existence se ANSP zapojila do četných porušování lidských práv, jako je mučení a také manipulace s volbami.
V roce 1999 ANSP přijala název NIS, který využívá do současnosti. Nástup demokracie v Šesté Korejské republice vedl k omezení mnoha povinností a pravomocí NIS v reakci na veřejnou kritiku minulých zneužívání.